# Orientvråk
Orientvråk (Buteo japonicus) är en asiatisk fågel i familjen hökar inom ordningen hökfåglar, nära släkt med och tidigare ansedd som en underart till ormvråken.

## Utseende och läte
Orientvråken är en kompakt och bredvingad vråk med liten näbb och små fötter, med en kroppslängd på 51-59 cm och vingbredden 109-136 cm. Adulta fåglar varierar i fjäderdräkten, dock i mindre utsträckning än ormvråken. Generellt är den mörkbrun ovan och blek under. Huvudet är typiskt blekare än ovansidan. På den smutsvita undersidan har den tydliga mörkbruna fläckar på flankerna till nedre delen av bröstet som kontrasterar tydligt med blek buk och undergump. På så sätt liknar den ytligt fjällvråken, men saknar dennas vita band på inre delen av stjärten.
I flykten syns den slå långsamma och stela vingslag. Den glider med plana vingar och sänkt hand och svävar med vingarna i grunt V. På undersidan av vingen är vingpennorna bleka och täckarna blekbruna. Den har svarta spetsar på handpennorna och en stor karpalfläck. Lätet är ett högljutt jamande "kiii-kiii" eller "peeyou".

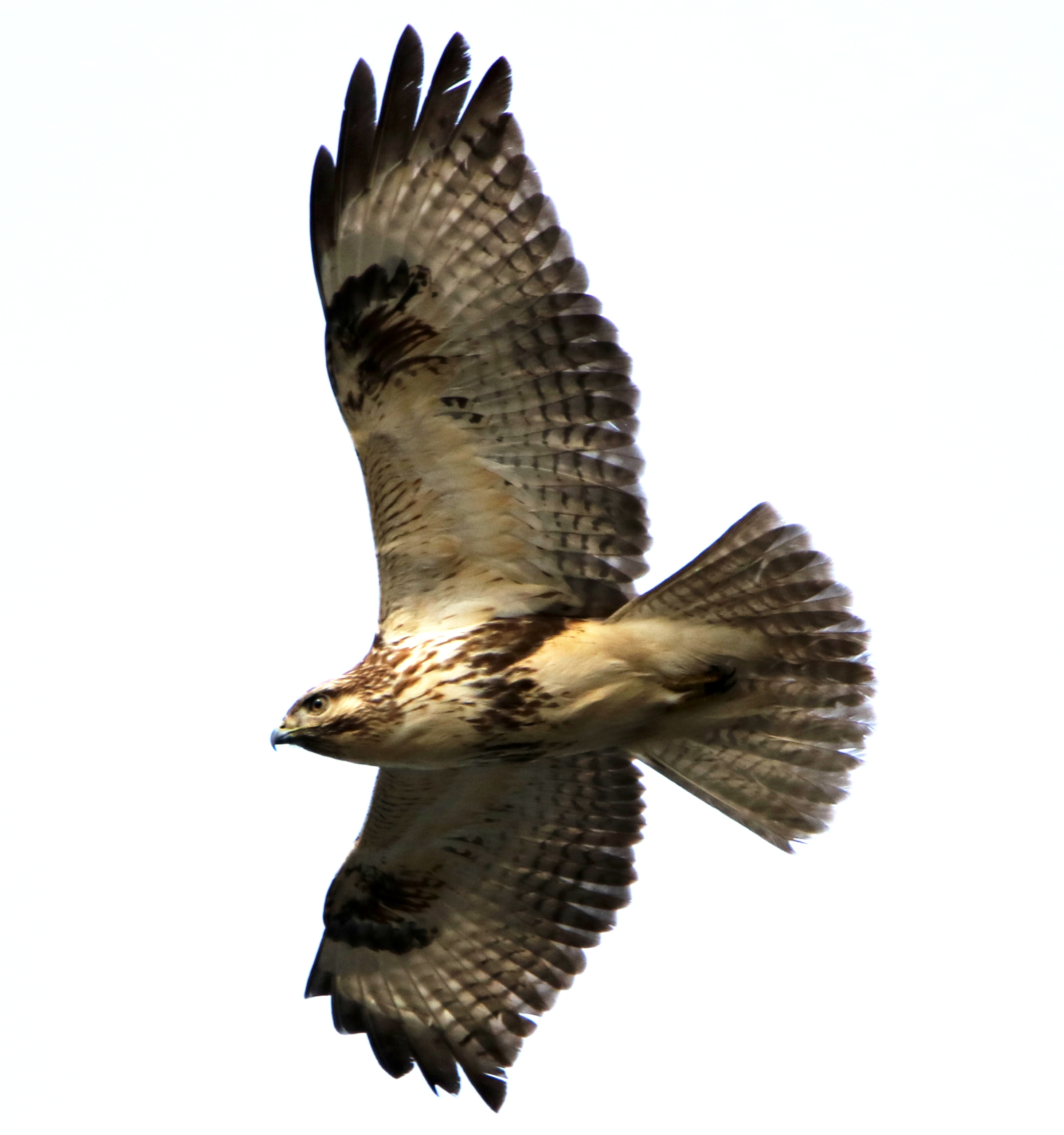

## Utbredning och systematik
Orientvråken häckar i östra Asien från sydöstra Sibirien till Japan, nordöstra Kina och lokalt i Filippinerna. Den övervintrar i ett stort område från Kina och Japan söderut till Sydostasien. International Ornithological Congress urskiljer fyra underarter med följande utbredning:
- Buteo japonicus burmannicus – häckar från sydöstra Sibirien (Transbajkal) och norra Mongoliet till nordöstra Kina, norra Koreahalvön samt östra och nordöstra Sibirien, möjligen även på Sachalin; övervintrar i södra och sydöstra Asien samt i västra Japan
- Buteo japonicus japonicus – häckar i Japan, lokalt även på Luzon i norra Filippinerna; övervintrar från södra Japan till Ryukyuöarna samt på Taiwan, i Filippinerna och i sydöstra Kina
- Buteo japonicus toyoshimai – Izuöarna och Boninöarna (södra Japan)
- Buteo japonicus oshiroi – Daitoöarna (södra Japan)

Andra, som eBird/Clements, inkluderar burmannicus i japonicus.
Orientvråken behandlades tidigare som del av ormvråk (B. buteo), men urskiljs numera vanligen som egen art baserat på något avvikande utseende men tydliga skillnader i läten och DNA.

## Levnadssätt
Orientvråken påträffas i skogstrakter och öppna jordbruksmarker upp till åtminstone 1300 meters höjd. Vintertid ses den ofta i träd och på stolpar utmed vägar. På Honshu häckar den från april till juli och bygger sitt bo sex till mer än 20 meter ovan mark, vanligen i en tall.

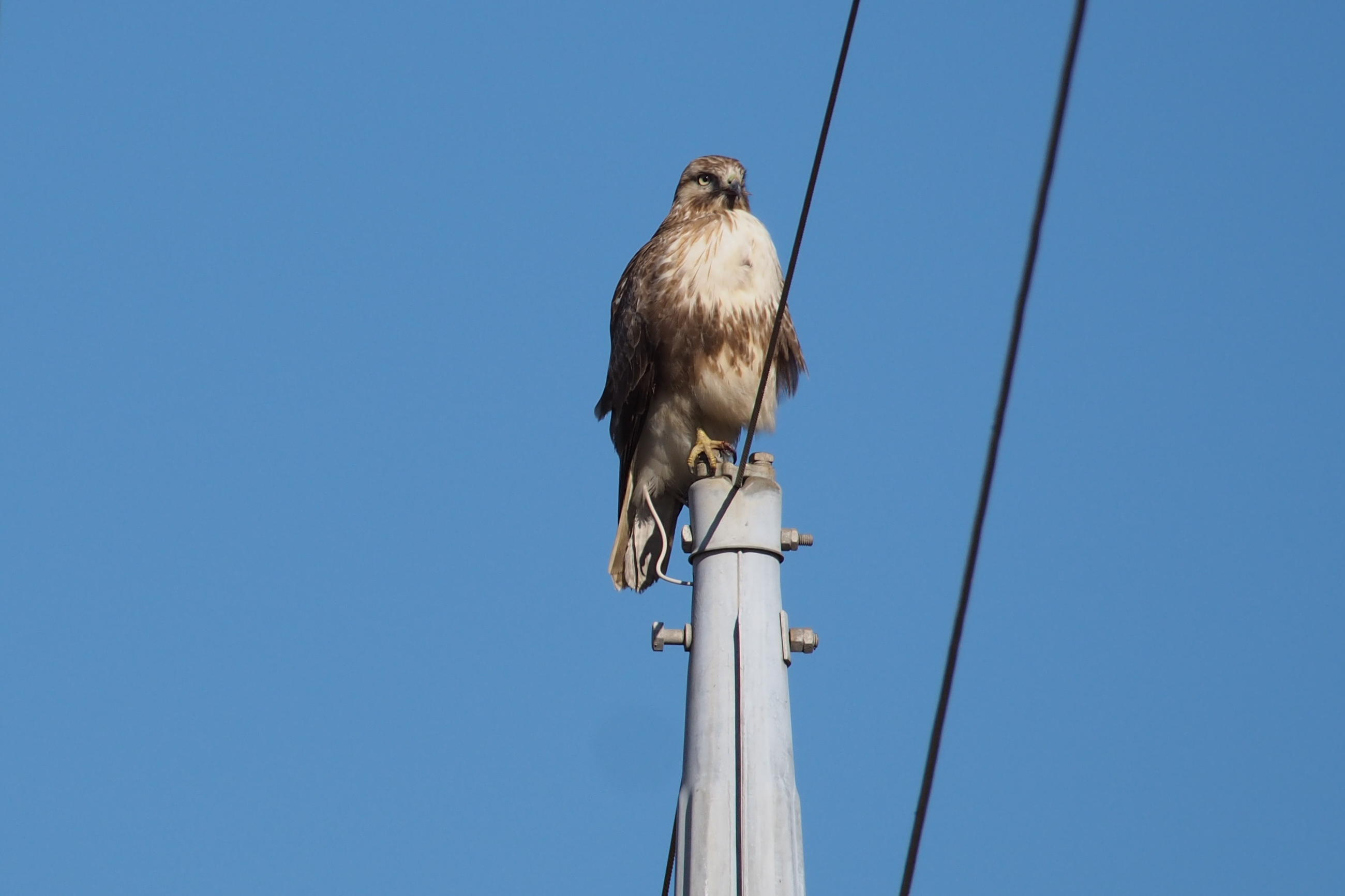

## Status och hot
Arten har ett stort utbredningsområde medan både populationsutveckling och populationsstorlek är okänd. IUCN bedömer dock det sannolikt att den förra varken är tillräckligt liten eller den senare tillräckligt kraftig för att arten ska anses vara hotad. Utifrån dessa kriterier kategoriserar IUCN arten som livskraftig (LC).